# Sankt Peter-Pagig
Sankt Peter-Pagig è stato un comune svizzero di 219 abitanti, nel distretto di Plessur (Canton Grigioni). È stato istituito il 1º gennaio 2008 con la fusione dei comuni soppressi di Pagig e Sankt Peter e soppresso il 31 dicembre 2012: il 1º gennaio 2013 è stato accorpato al comune di Arosa assieme agli altri comuni soppressi di Calfreisen, Castiel, Langwies, Lüen, Molinis e Peist.